# Antonello Grimaldi
Antonio Luigi Grimaldi (Sassari, 14 de agosto de 1955) es un cineasta, actor y guionista italiano. Inició su carrera como director de cine a mediados de la década de 1980, y desde entonces ha dirigido cerca de una veintena de largometrajes, telefilmes y series de televisión.

## Filmografía

### Como director de cine
- 2019 - La dottoressa Giò
- 2018 - Restiamo amici
- 2015 - Baciato dal sole
- 2011 - Il commissario Zagaria
- 2011 - L'amore non basta
- 2009 - Il mostro di Firenze
- 2009 - Due mamme di troppo
- 2008 - All Human Rights for All
- 2008 - Caos calmo
- 2007 - Distretto di polizia
- 2006 - La moglie cinese
- 2004 - Le stagioni del cuore
- 2003 - Gli insoliti ignoti
- 2001 - Un delitto impossibile
- 1999 - Asini
- 1996 - Il cielo è sempre più blu
- 1989 - Nulla ci può fermare
- 1985 - Juke box